# Ardonis
Ardonis là một chi bướm đêm thuộc họ Geometridae.

## Các loài
- Ardonis chlorophilata (Walker, 1863)
- Ardonis dentifera Warren, 1906
- Ardonis filicata (Swinhoe, 1892)
- Ardonis malachitis (Warren, 1903)
- Ardonis thaumasta (Prout, 1935)